# قرزح إسفيني الأوراق
قرزح إسفيني الأوراق (الاسم العلمي: Atraphaxis cuneifolia) هي نوع من النباتات يتبع جنس القرزح من فصيلة البطباطية.